# Rhamnus subapetala
Rhamnus subapetala là một loài thực vật có hoa trong họ Táo. Loài này được Merr. miêu tả khoa học đầu tiên năm 1942.